# Evgenij Donskoj
Evgenij Evgenjevič Donskoj, traslitterato anche come Evgeny Donskoy (in russo Евгений Евгеньевич Донской?; Mosca, 9 maggio 1990), è un tennista russo.
Il suo miglior ranking ATP in singolare è stato il 65º raggiunto nel luglio 2013. Ha giocato in prevalenza nel circuito Challenger, nel quale si è aggiudicato diversi tornei sia in singolare che in doppio.
Nonostante abbia spesso partecipato a tornei del circuito maggiore, non ha mai disputato alcuna finale; i suoi migliori risultati sono stati la semifinale raggiunta all'ATP 250 di Mosca 2015 e i quarti di finale all'ATP 500 di Dubai 2017, dopo aver sconfitto Roger Federer. Ha giocato quattro semifinali ATP anche in doppio. Ha esordito nella squadra russa di Coppa Davis nel 2013. Pur perdendo i due incontri nei quali è stato schierato, è stato capitano e giocatore della squadra russa che ha vinto la ATP Cup 2021.

## Biografia
Inizia a giocare a tennis con il padre, che gli regala la prima racchetta a 7 anni. Il suo idolo da giovane era Evgenij Kafel'nikov. Nel luglio 2017 sposa Anna, con la quale ha avuto i figli Timofej nel novembre 2017 e Michail nell'aprile 2020.

## Carriera

### 2006-2010, inizi, primi titoli ITF, top 300 del ranking
Il suo esordio tra i professionisti risale al novembre 2006, quando perde al primo turno nel torneo di doppio del Challenger di Helsinki. Debutta in singolare nell'agosto 2007 superando il primo turno al torneo ITF Futures Russia F3; in quello stesso torneo disputa e perde la sua prima finale in doppio. Nell'aprile del 2008 alza il primo trofeo da professionista imponendosi nel torneo di doppio Russia F2 in coppia con Danila Arsenov. Il successivo 16 giugno vince il primo titolo in singolare sconfiggendo in tre set Denys Molčanov nella finale del Futures Ukraine F3. Verso fine anno comincia a giocare con continuità nel circuito Challenger, nel luglio 2010 raggiunge due semifinali consecutive ed entra nella top 300 del ranking, salendo alla 245ª posizione. Fa la sua prima esperienza agliUS Open, dove viene eliminato al primo incontro di qualificazione. A ottobre supera invece le qualificazioni a San Pietroburgo, al suo esordio nel circuito maggiore sconfigge Andrej Kuznecov e viene poi eliminato dal nº 10 del mondo Michail Južnyj, al quale strappa un set.

### 2011, primi titoli Challenger, 137º nel ranking
Eliminato alle qualificazioni di Auckland e dell'Australian Open, il 27 febbraio 2011 conquista il primo titolo Challenger a Casablanca superando in finale Alessio di Mauro con il punteggio di 2-6, 6-3, 6-3, risultato con cui fa il suo ingresso nella top 200. Il mese dopo chiude la sua esperienza nei tornei Futures vincendo il titolo in singolare allo Spain F7. In luglio supera le qualificazioni a Braunschweig, elimina quindi Steve Darcis, Marsel İlhan e nei quarti il nº 91 ATP Frederico Gil, primo top 100 sconfitto in carriera; in semifinale supera Stéphane Robert e in finale cede a Lukas Rosol. Nel periodo successivo ottiene altri buoni risultati e in ottobre porta il best ranking alla 137ª posizione. Era stato nel frattempo eliminato al secondo incontro nelle qualificazioni in singolare all'Open di Francia e agli US Open. In ottobre disputa e perde la sua prima semifinale del circuito maggiore nel torneo di doppio a Mosca e in novembre vince il torneo di doppio al Challenger di Ginevra.

### 2012, 5 titoli Challenger e top 100
Anche nel 2012 non supera le qualificazioni disputate nei tornei del Grande Slam dell'Australian Open, del Roland Garros e a Wimbledon, venendo sempre sconfitto al primo incontro. Nel corso della stagione entra nei tabelloni principali dei tornei ATP a Barcellona, Belgrado, San Pietroburgo e Mosca, ma viene sempre eliminato al primo turno. È però l'anno in cui riscuote maggiore successo nei Challenger, il primo titolo stagionale arriva in febbraio quando sconfigge nella finale di Meknès Adrian Ungur per 6–1, 6–3. In luglio viene sconfitto in finale a Penza da Illja Marčenko e la settimana successiva si impone in quella di Astana su Marsel İlhan. In agosto vince il torneo di Segovia battendo Albano Olivetti e conquista gli ultimi titoli stagionali in novembre a Loughborough e Tjumen', sconfiggendo in finale rispettivamente Jan-Lennard Struff e Illja Marčenko. Fa per la prima volta ingresso nella top 100 dopo il successo a Loughborough e il titolo di Tjumen' lo porta all'81ª posizione mondiale. In ottobre aveva di nuovo perso in semifinale nel torneo di doppio all'ATP di Mosca.

### 2013, esordi e terzi turni nei tornei del Grande Slam, primi quarti di finale ATP e 65º nel ranking

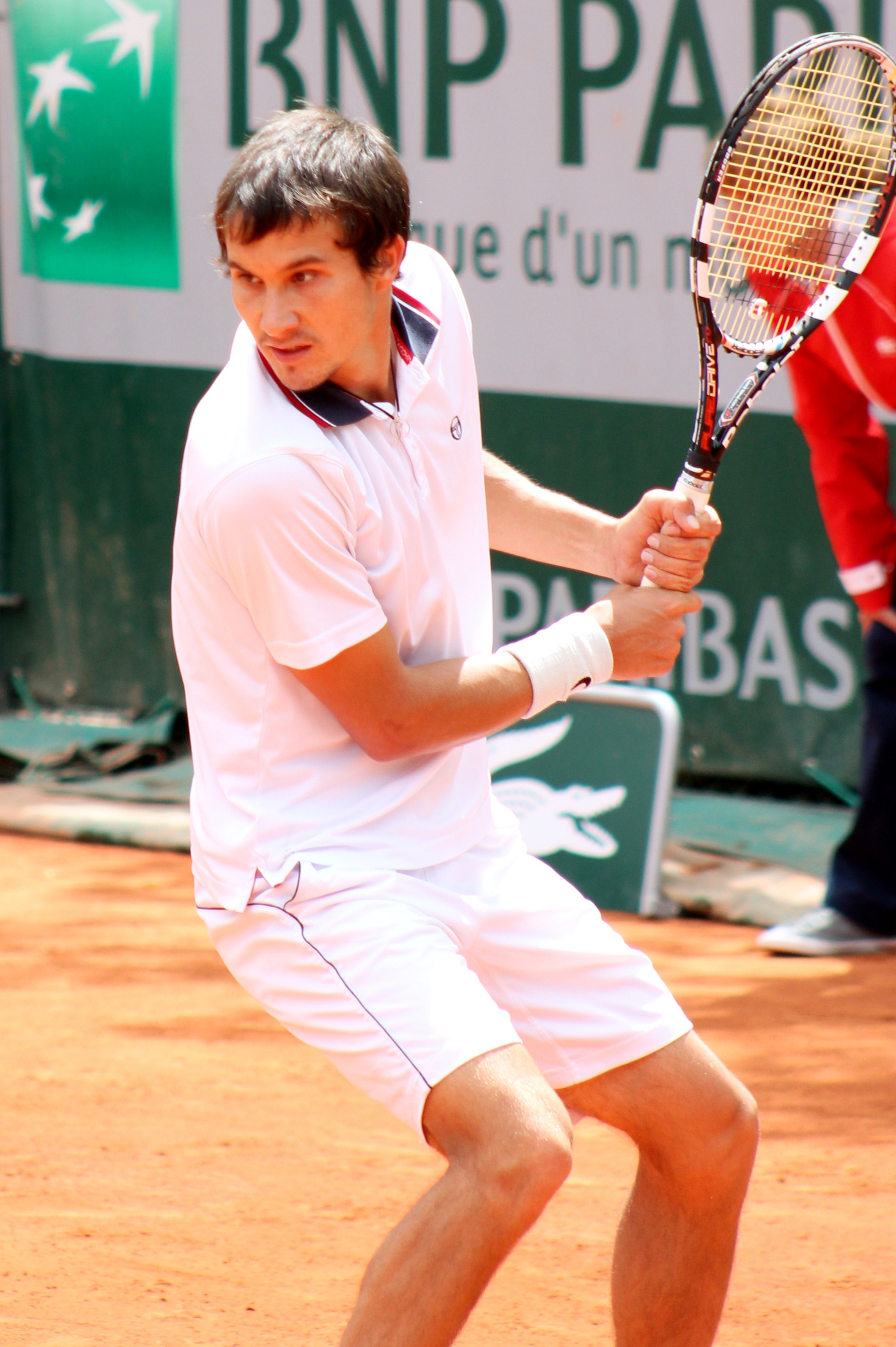
All'Open di Francia 2013

Grazie all'ottima classifica, nel 2013 ha diritto a entrare direttamente nel tabellone principale di tutti e quattro i tornei del Grande Slam; all'esordio nell'Australian Open supera prima Adrian Ungur e poi sconfigge in cinque set il nº 25 ATP Michail Južnyj, prima di cedere al terzo turno contro Kei Nishikori. Nella prima parte della stagione gioca solo nel circuito maggiore e al secondo turno di Indian Wells vince il primo parziale contro il nº 3 del mondo Andy Murray, che si impone in rimonta. In aprile fa il suo esordio nella squadra russa di Coppa Davis in occasione dei quarti di finale persi 3-2 a Coventry contro la Gran Bretagna, vince il primo singolare in cinque set contro James Ward e perde in tre set l'incontro decisivo contro Daniel Evans. Subisce quindi altre cinque sconfitte consecutive e torna a vincere un incontro al primo turno del Roland Garros, dove viene subito dopo eliminato da Kevin Anderson. Sull'erba di 's-Hertogenbosch raggiunge per la prima volta i quarti di finale nel circuito maggiore con le vittorie sul nº 21 ATP John Isner e su Robin Haase; viene eliminato a sorpresa dal qualificato Nicolas Mahut, che si aggiudicherà il titolo. Isner si prende la rivincita subito dopo al primo turno di Wimbledon e, nonostante la sconfitta, a fine torneo Donskoj si porta alla 65ª posizione mondiale, che rimarrà il suo miglior ranking in carriera. A partire da luglio torna a cimentarsi anche nei Challenger e il suo miglior risultato sarà le semifinale raggiunta ad Aptos in agosto. Arriva al terzo turno anche agli US Open, dove sconfigge il nº 27 del ranking Jürgen Melzer e viene eliminato da Lleyton Hewitt. A fine stagione non va oltre il secondo turno a San Pietroburgo e Mosca. Perde gran parte dei punti guadagnati nei due Challenger vinti verso la fine del 2012 e a novembre esce dalla top 100.

### 2014, una finale Challenger
Torna a giocare con discreto profitto nei Challenger e a febbraio viene sconfitto in finale da Ilija Bozoljac in quello di Calcutta. Altri discreti risultati nella categoria, il secondo turno raggiunto a Indian Wells e le qualificazioni superate a Monte Carlo lo riportano per alcune settimane nella top 100. Tra i risultati di rilievo del prosieguo della stagione vi sono la semifinale disputata in luglio al Challenger di Portorose e i secondi turni raggiunti nei tornei ATP di Washington e in quello di Mosca, dove viene sconfitto per la terza volta in carriera nella semifinale di doppio.

### 2015, crollo nel ranking e risalita, prima semifinale ATP in singolare e un titolo Challenger

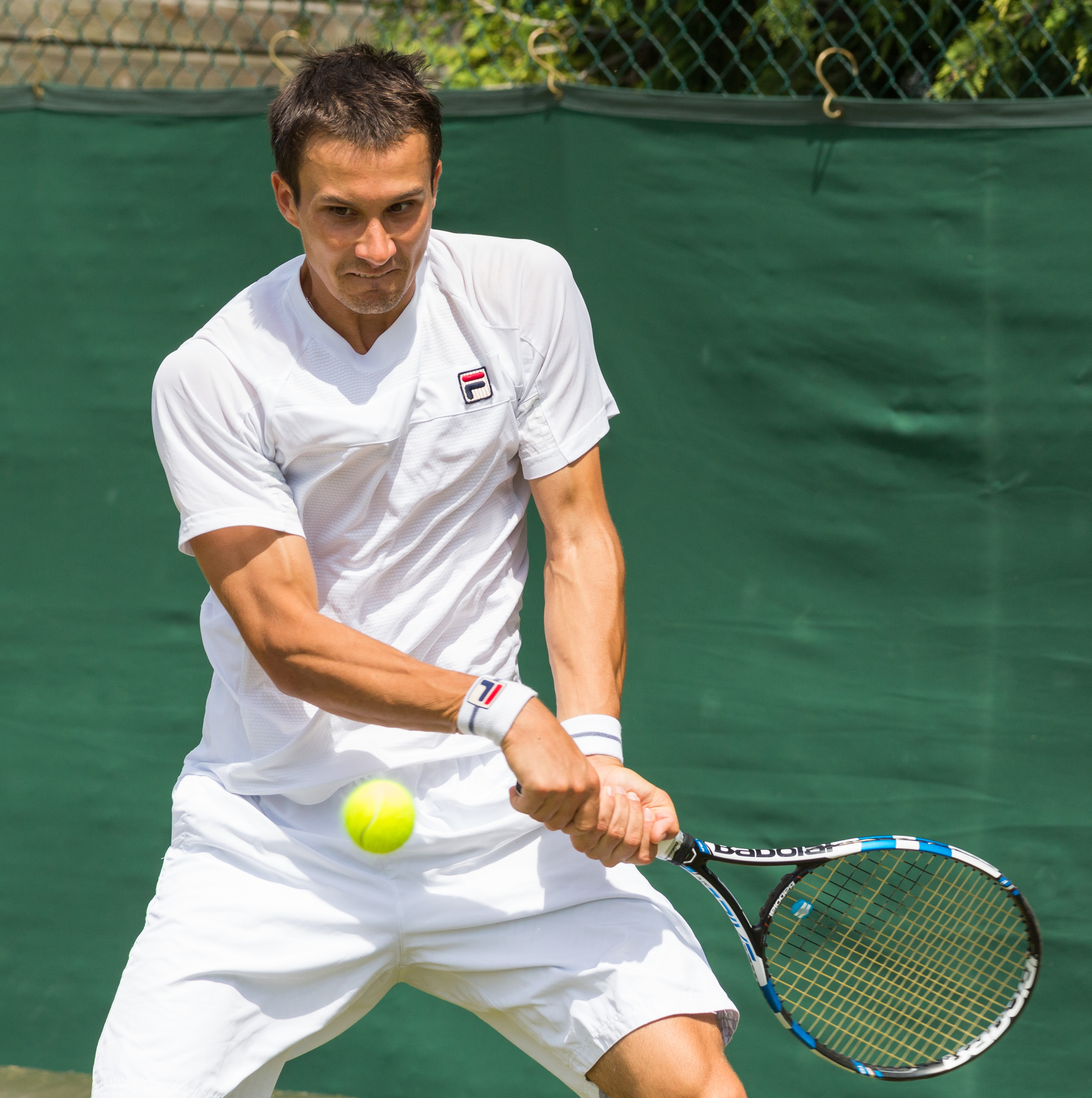
Rovescio a due mani alle qualificazioni del torneo di Wimbledon 2015

Dopo un negativo inizio di stagione che lo vede uscire dalla top 200 in maggio, si riprende con la finale raggiunta nel Challenger di Karshi, nella quale è costretto al ritiro nel primo set. Torna protagonista in luglio nella sfida di Coppa Davis a Vladivostok contro la Spagna, esordisce sul risultato di 2-0 in favore degli spagnoli e dà il via alla rimonta vincendo il doppio insieme a Konstantin Kravčuk, riporta in parità le sorti del confronto sconfiggendo Tommy Robredo prima che Rublëv regali il successo ai russi. Subito dopo raggiunge due finali Challenger consecutive, perde la prima ad Astana contro Michail Kukuškin e sconfigge Marco Chiudinelli in quella di Segovia. Dopo le eliminazioni nelle qualificazioni nei precedenti Slam stagionali, le supera agli US Open e al primo turno sconfigge Lucas Pouille prima di essere eliminato dal nº 9 del mondo Marin Čilić. In ottobre raggiunge la prima semifinale in singolare in un torneo ATP nella sua Mosca e viene di nuovo sconfitto da Čilić. Torna così nella top 100, e risale all'88ª posizione grazie alla finale raggiunta nel Challenger di Pune e alla semifinale in quello di Ortisei.

### 2016, un titolo Challenger e nº 66 nel ranking
Torna a vincere un incontro all'Australian Open eliminando Iñigo Cervantes e viene sconfitto al quinto set da Gilles Simon. In marzo conquista il titolo al Challenger di Ra'anana battendo in finale Ričardas Berankis e la settimana dopo torna al 66º posto del ranking. Nella prima parte della stagione viene eliminato al primo turno a Chennai e Rotterdam e al secondo a Barcellona dopo aver sprecato almeno un matchball in ognuno di questi incontri. Al primo turno del Roland Garros raccoglie solo tre giochi contro David Ferrer e viene eliminato all'esordio anche a Wimbledon. Torna a mettersi in luce nei Challenger e a fine di luglio vince la finale in quello di Astana contro Konstantin Kravčuk. In agosto fa il suo esordio olimpico ai Giochi di Rio, dove elimina Jan-Lennard Struff, il nº 12 ATP David Ferrer e cede al terzo turno a Steve Johnson. Ritrova Johnson al primo turno degli US Open e viene sconfitto al quinto set dopo essersi trovato in vantaggio di 6-4, 6-1, 5-2 e 40-0 sul servizio dell'avversario e aver sprecato 6 matchball.

### 2017, vittoria su Federer, tre titoli Challenger
Apre la stagione vincendo insieme a Michail Elgin il torneo di doppio al Challenger di Rennes. Il primo risultato di rilievo in singolare è il secondo turno raggiunto in febbraio a Rotterdam dopo aver sconfitto Marcel Granollers. A Dubai raccoglie la più prestigiosa vittoria in carriera battendo al secondo turno Roger Federer, nel suo primo successo su un top 10; si impone al terzo set dopo aver perso il primo, avere salvato 3 matchball nel tiebreak che perdeva 5-2 nel secondo parziale ed essersi trovato in svantaggio di 5-2 nel terzo set e di 5-1 nel tiebreak decisivo. Viene sconfitto nei quarti da Lucas Pouille in un altro incontro che si risolve al tiebreak del terzo set. La settimana successiva supera Thomas Fabbiano nella finale del Challenger di Zhuhai. Nel periodo che segue ottiene soprattutto sconfitte nei tornei del circuito maggiore mentre nei Challenger disputa due semifinali e la finale persa a Chengdu contro Lu Yen-hsun. Uscito al secondo turno dagli US Open per mano di Michail Kukuškin, in ottobre vince il singolare al Kaohsiung Challenger e due settimane più tardi perde di nuovo in semifinale in doppio alla Kremlin Cup di Mosca.

### 2018, tre volte nei quarti di finale in tornei ATP

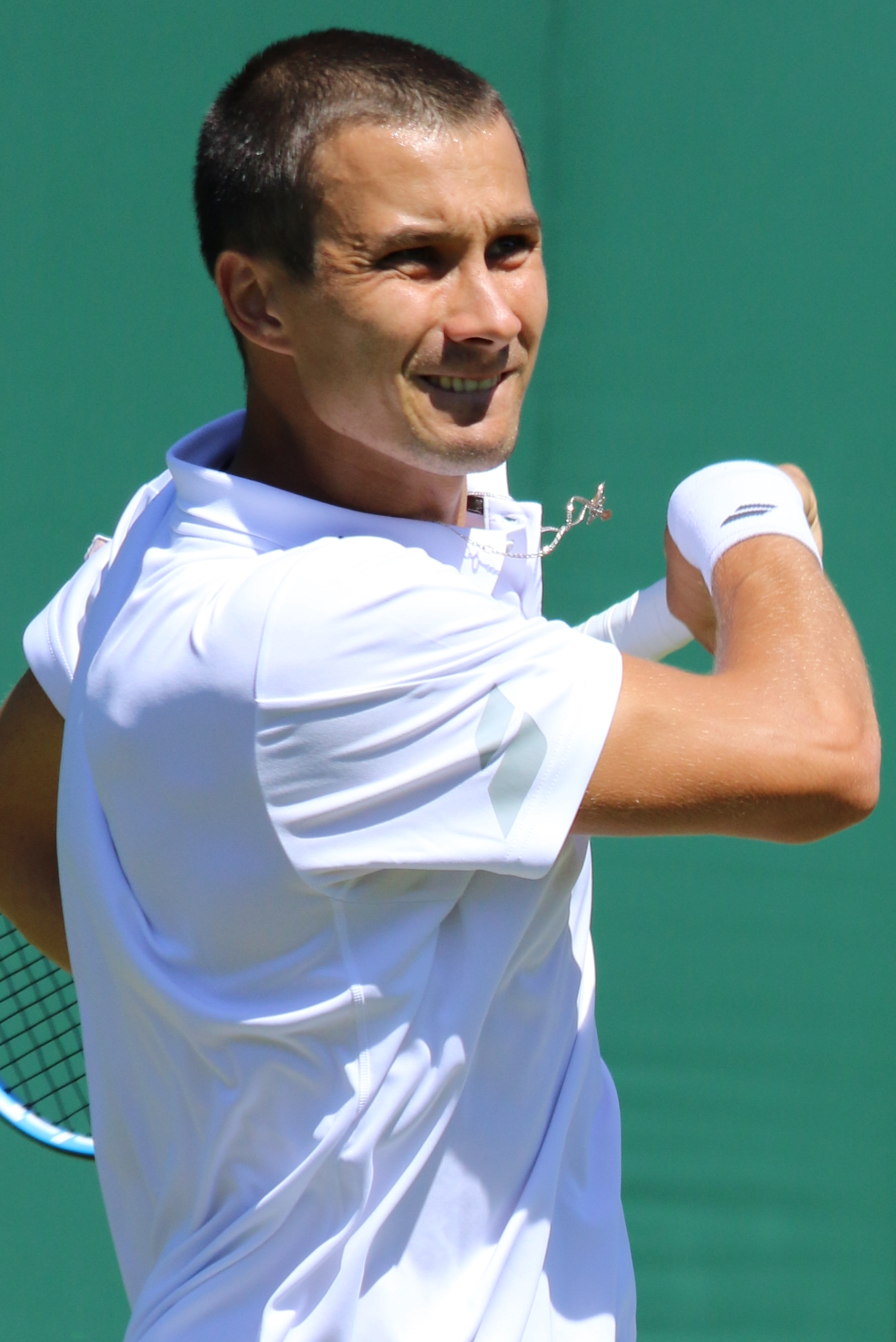
Al torneo di Wimbledon 2018

Dopo due eliminazioni al primo turno in tornei ATP, supera Florian Mayer all'Australian Open e viene sconfitto al secondo turno da Fabio Fognini. Torna a giocare un quarto di finale ATP a Delray Beach, dove subisce la terza sconfitta consecutiva contro Steve Johnson. Arriva nei quarti anche al successivo ATP 500 di Dubai e viene eliminato da Filip Krajinović. Non va oltre il secondo turno nei Masters 1000 di Indian Wells e Miami. Supera le qualificazioni al Madrid Masters e al primo turno sconfigge Stefanos Tsitsipas prima di cedere a Alexander Zverev. Nei successivi sei tornei vince un solo incontro ed esce al primo turno all'Open di Francia e a Wimbledon. È di nuovo nei quarti al successivo ATP di Umago dopo la vittoria sul nº 23 ATP Damir Džumhur e viene battuto a sorpresa dal qualificato Marco Trungelliti. Al Masters di Toronto ha la meglio su Andrej Rublëv e al secondo turno subisce contro Kevin Anderson la quinta sconfitta su altrettanti incontri. Patisce quindi una nuova serie di sconfitte e si riprende con il miglior risultato stagionale nei Challenger arrivando in semifinale a Eckental.

### 2019, un titolo Challenger
Dopo il secondo turno raggiunto all'Australian Open, nella prima parte del 2019 gioca soprattutto nei Challenger senza mai superare i quarti di finale e in maggio si trova alla 150ª posizione del ranking, la più bassa dall'agosto 2015. Eliminato nelle qualificazioni al Roland Garros e a Wimbledon, risale dopo la finale persa al Challenger di Nottingham contro Daniel Evans. In luglio si aggiudica il Challenger di Astana battendo in finale Sebastian Korda. Non perde alcun set nelle qualificazioni degli US Open e al primo turno viene eliminato da Borna Ćorić. Torna a ridosso della top 100 con la finale raggiunta al Challenger di Brest in ottobre. In febbraio aveva perso in doppio l'unico incontro giocato nella Coppa Davis 2019, ma fa comunque parte della squadra che raggiunge la semifinale persa con il Canada in novembre.

### 2020-2021, discesa nel ranking
Inizia il 2020 arrivando in semifinale al Canberra Challenger, supera poi le qualificazioni all'Australian Open e viene eliminato al primo turno da Fernando Verdasco. Saranno gli unici risultati apprezzabili di inizio stagione, che si chiude in marzo con la lunga pausa del tennis mondiale per la pandemia di COVID-19. Rientra in agosto e non ottiene alcun risultato di rilievo fino a fine anno. Apre la stagione 2021 in veste di capitano-giocatore della Russia nella ATP Cup, perde nel round robin entrambi gli incontri di doppio in cui viene schierato, ma la squadra vince il trofeo. Eliminato nelle qualificazioni dell'Australian Open, a fine febbraio raggiunge la semifinale del Challenger Biella II. Ha quindi inizio un'altra serie di sconfitte e i primi risultati di rilievo arrivano in luglio – dopo essere sceso al 157º posto del ranking – quando raggiunge il secondo turno a Los Cabos e supera le qualificazioni ad Atlanta. Per la nona volta consecutiva si qualifica al tabellone principale degli US Open e al primo turno cede in quattro set al nº 15 ATP Félix Auger-Aliassime. Non ottiene altri risultati di rilievo negli ultimi tornei della stagione, che chiude al 172º posto del ranking. È tra i convocati della squadra russa che a dicembre vince la Coppa Davis a Madrid, ma non prende parte ad alcun incontro.

### 2022-2023, crollo nel ranking in singolare e un titolo Challenger in doppio
Nei primi mesi del 2022 gioca poco e già a febbraio esce dalla top 200. Riprende a giocare con continuità in aprile nel circuito Challenger, nel periodo successivo non va oltre i quarti di finale in singolare e a luglio esce anche dalla top 300. Nei tornei di doppio raggiunge tre semifinali e ad agosto vince il suo primo titolo dopo oltre tre anni imponendosi al Nonthaburi Challenger I. Continua il momento negativo in singolare, a ottobre scende alla 488ª posizione ATP e si risolleva raggiungendo una semifinale Challenger. Nei primi mesi del 2023, altri discreti risultati nei Challenger lo riportano a marzo nella top 300. Quello stesso mese torna a giocare nel circuito ITF e a vincere un titolo in singolare dopo oltre tre anni a Nuova Delhi, in India, e si ripete la settimana dopo a Lucknow.

## Statistiche

### Tornei minori

#### Singolare

##### Vittorie (16)
| Legenda tornei minori |
| Challenger (12)       |
| ITF (4)               |

| N.  | Data             | Torneo                                       | Superficie  | Avversario in finale | Punteggio           |
| 1.  | 16 giugno 2008   | Ukraine F3                                   | Terra rossa | Denys Molčanov       | 6-10-7, 7–6(5), 6-4 |
| 2.  | 26 febbraio 2011 | Morocco Tennis Tour - Casablanca, Casablanca | Terra rossa | Alessio di Mauro     | 2-6, 6-3, 6-3       |
| 3.  | 7 marzo 2011     | Spain F7                                     | Terra rossa | Simone Vagnozzi      | 7-5, 7-5            |
| 4.  | 25 febbraio 2012 | Morocco Tennis Tour - Meknes, Meknès         | Terra rossa | Adrian Ungur         | 6-1, 6-3            |
| 5.  | 29 luglio 2012   | President's Cup, Astana                      | Cemento     | Marsel İlhan         | 6-3, 6-4            |
| 6.  | 26 agosto 2012   | Open Castilla y León, Segovia                | Cemento     | Albano Olivetti      | 6-1, 7–6(11)        |
| 7.  | 11 novembre 2012 | GB Pro-Series Loughborough, Loughborough     | Cemento (i) | Jan-Lennard Struff   | 6-2, 4-6, 6-1       |
| 8.  | 25 novembre 2012 | Siberia Cup, Tjumen'                         | Cemento (i) | Illja Marčenko       | 6(6)–7, 6-3, 6-2    |
| 9.  | 9 agosto 2015    | Open Castilla y León, Segovia (2)            | Cemento     | Marco Chiudinelli    | 7–6(2), 6-3         |
| 10. | 3 aprile 2016    | Israel Open, Ra'anana                        | Cemento     | Ričardas Berankis    | 6-4, 6-4            |
| 11. | 31 luglio 2016   | President's Cup, Astana                      | Cemento     | Konstantin Kravčuk   | 6-3, 6-3            |
| 12. | 12 marzo 2017    | Zhuhai Open, Zhuhai                          | Cemento     | Thomas Fabbiano      | 6-3, 6-4            |
| 13. | 8 ottobre 2017   | Kaohsiung Challenger, Kaohsiung              | Cemento     | Marius Copil         | 7–6(0), 7-5         |
| 14. | 21 luglio 2019   | President's Cup, Astana                      | Cemento     | Sebastian Korda      | 7–6(5), 3-6, 6-4    |
| 15. | 19 marzo 2023    | M25 New Delhi, Nuova Delhi                   | Cemento     | Yusuke Takahashi     | 6-1, 6-3            |
| 15. | 26 marzo 2023    | M25 Lucknow, Lucknow                         | Cemento     | Eric Vanshelboim     | 6-2, 7-5            |

##### Finali perse (10)
| Legenda tornei minori |
| Challenger (9)        |
| ITF (1)               |

| N.  | Data             | Torneo                                 | Superficie  | Avversario in finale | Punteggio   |
| 1.  | 15 marzo 2010    | Kazakhstan F1                          | Cemento (i) | Aleksandr Kudrjavcev | 4-6, 3-6    |
| 2.  | 3 luglio 2011    | Nord LB Open, Braunschweig             | Terra rossa | Lukáš Rosol          | 5-7, 6(2)–7 |
| 3.  | 21 luglio 2012   | Penza Cup, Penza                       | Cemento     | Illja Marčenko       | 5-7, 3-6    |
| 4.  | 15 febbraio 2014 | Calcutta ATP Challenger Tour, Calcutta | Cemento     | Ilija Bozoljac       | 1-6, 1-6    |
| 5.  | 9 maggio 2015    | Karshi Challenger, Karshi              | Cemento     | Tejmuraz Gabašvili   | 2-5 rit.    |
| 6.  | 2 agosto 2015    | President's Cup, Astana                | Cemento     | Michail Kukuškin     | 2-6, 2-6    |
| 7.  | 31 ottobre 2015  | KPIT MSLTA Challenger, Pune            | Cemento     | Yuki Bhambri         | 2-6, 6(4)–7 |
| 8.  | 6 agosto 2017    | Chengdu Challenger, Chengdu            | Cemento     | Lu Yen-hsun          | 3-6, 4-6    |
| 9.  | 16 giugno 2019   | Nottingham Open, Nottingham            | Erba        | Daniel Evans         | 6(3)–7, 3-6 |
| 10. | 27 ottobre 2019  | Brest Challenger, Brest                | Cemento (i) | Ugo Humbert          | 2-6, 3-6    |

#### Doppio

##### Vittorie (5)
| Legenda tornei minori |
| Challenger (3)        |
| ITF (2)               |

| N. | Data             | Torneo                              | Superficie    | Compagno        | Avversari in finale                  | Punteggio            |
| 1. | 19 aprile 2008   | Russia F2, Tjumen'                  | Sintetico (i) | Danila Arsenov  | Vladyslav Klymenko Oleksandr Jarmola | 7-5, 7–6(3)          |
| 2. | 8 agosto 2009    | Russia F3, Mosca                    | Terra rossa   | Il'ja Beljaev   | David Savić Artëm Sitak              | 1-6, 7–6(5), [12-10] |
| 3. | 12 novembre 2011 | Geneva Open Challenger, Ginevra     | Cemento (i)   | Igor' Andreev   | James Cerretani Adil Shamasdin       | 7–6(1), 7–6(2)       |
| 4. | 28 gennaio 2017  | Open de Rennes, Rennes              | Cemento (i)   | Michail Elgin   | Julian Knowle Jonathan Marray        | 6-4, 3-6, [11-9]     |
| 5. | 27 agosto 2022   | Nonthaburi Challenger I, Nonthaburi | Cemento       | Alibek Kačmazov | Nam Ji-sung Song Min-kyu             | 6-3, 1-6, [10-7]     |

## Risultati in progressione
| Sigla | Risultato               |
| ----- | ----------------------- |
| V     | Vincitore               |
| F     | Finalista               |
| SF    | Semifinalista           |
| O     | Oro olimpico            |
| A     | Argento olimpico        |
| SF    | Bronzo olimpico         |
| QF    | Quarti di Finale        |
| 4T    | Quarto turno            |
| 3T    | Terzo turno             |
| 2T    | Secondo turno           |
| 1T    | Primo turno             |
| RR    | Round Robin             |
| LQ    | Turno di qualificazione |
| A     | Assente                 |
| ND    | Non disputato           |

| Legenda superfici    |
| -------------------- |
| Cemento              |
| Terra battuta        |
| Erba                 |
| Superficie variabile |

### Singolare
| Torneo                     | 2010 | 2011 | 2012 | 2013 | 2014 | 2015 | 2016 | 2017 | 2018 | 2019 | 2020 | 2021 | 2022 | Carriera V-P |
| -------------------------- | ---- | ---- | ---- | ---- | ---- | ---- | ---- | ---- | ---- | ---- | ---- | ---- | ---- | ------------ |
| Tornei Grande Slam         |      |      |      |      |      |      |      |      |      |      |      |      |      |              |
| Australian Open, Melbourne | A    | Q1   | Q1   | 3T   | A    | Q1   | 2T   | Q3   | 2T   | 2T   | 1T   | Q1   | Q1   | 5-5          |
| Open di Francia, Parigi    | A    | Q2   | Q1   | 2T   | A    | Q3   | 1T   | 1T   | 1T   | Q1   | Q1   | Q2   | Q1   | 1-4          |
| Wimbledon, Londra          | A    | A    | Q1   | 1T   | 1T   | Q2   | 1T   | 1T   | 1T   | Q2   | ND   | Q1   | A    | 0-5          |
| US Open, New York          | Q1   | Q2   | A    | 3T   | 1T   | 2T   | 1T   | 2T   | 1T   | 1T   | 1T   | 1T   | A    | 4-9          |
| Vittorie-Sconfitte         | 0–0  | 0–0  | 0–0  | 5–4  | 0–2  | 1–1  | 1-4  | 1–3  | 1–4  | 1–2  | 0–2  | 0–1  | 0–0  | 10-23        |